# Susanna Zorzi
Susanna Zorzi (Thiene, 13 de septiembre de 1992) es una ciclista profesional italiana. Debutó como profesional en 2011 tras ganar varios campeonatso italianos en categorías inferiores desde el 2008 -además fue 3.ª en el Campeonato en Ruta juvenil 2009-. Como profesional ha logrado dos victorias 1 etapa en el etapa del Trophée d'Or Féminin y el Campeonato Europeo en Ruta sub-23 2013, su mejor victoria hasta el momento.

## Palmarés
2012
- 1 etapa del Trophée d'Or Féminin

2013
- Campeonato Europeo en Ruta sub-23

## Resultados en Grandes Vueltas y Campeonatos del Mundo
Durante su carrera deportiva ha conseguido los siguientes puestos en las Grandes Vueltas femeninas y en los Campeonatos del Mundo en carretera:
| Carrera         | 2011 | 2012 | 2013 | 2014 | 2015 | 2016 | 2017 | 2018 |
| --------------- | ---- | ---- | ---- | ---- | ---- | ---- | ---- | ---- |
| Giro de Italia  | -    | 49.ª | 48.ª | -    | 76.ª | 43.ª | -    | -    |
| Tour de l'Aude  | X    | X    | X    | X    | X    | X    | X    | X    |
| Grande Boucle   | X    | X    | X    | X    | X    | X    | X    | X    |
| Mundial en Ruta | -    | -    | 41.ª | Ab.  | -    | -    | -    | -    |

-: no participa

Ab: abandono

X: ediciones no celebradas

## Equipos
- Gauss (2011)
- MCipollini-Giambenini (2012)
- Faren-Kuota (2013)
- Astana-BePink Women's Team (2014)
- Lotto Soudal Ladies (2015-2016)
- Drops (2017)
- Experza-Footlogix (2018)